# Bänkelsång

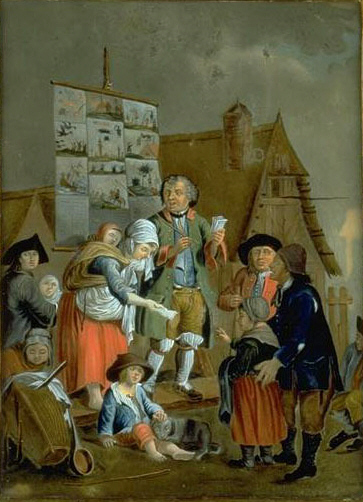
Bänkelsångare framför en lantlig publik.

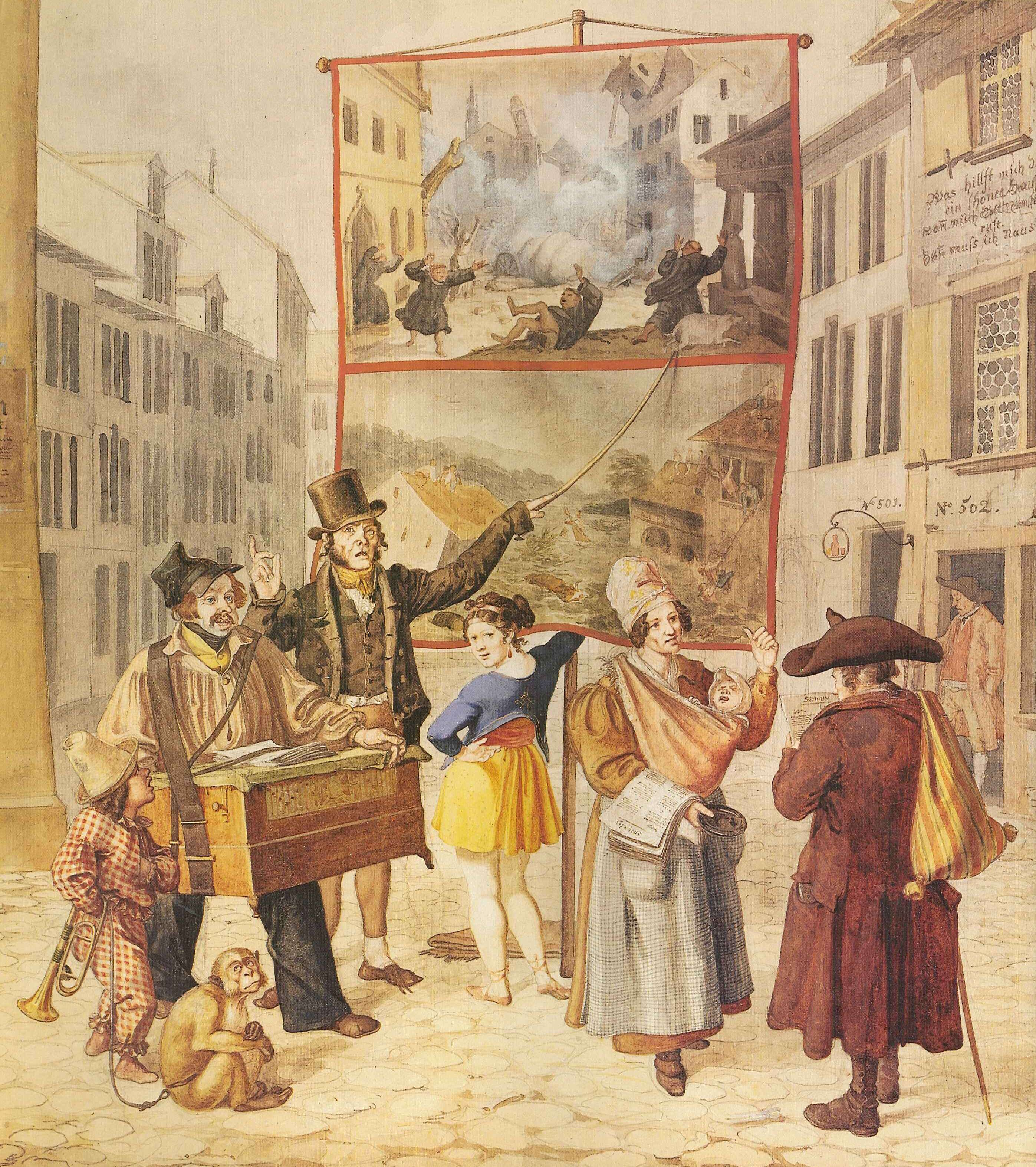
Bänkelsångare i Basel. Den romantiserade bilden visar jordbävningen i Basel 1356 och översvämningarna i Hölstein 1830.

Bänkelsånger (från tyskans Bänkellieder, Bänkelsang eller Bänkelgesang) var berättande sånger, ofta med dramatiskt innehåll. Fenomenet tycks ha varit starkast förankrat i Tyskland men finns belagt i stora delar av Europa från medeltiden fram till 1800-talets slut. Berättarna fungerade som resande nyhetsförmedlare. I Italien kallades dessa cantastorie. För att publiken på till exempel marknadsplatsen skulle se bättre ställde sig berättaren ofta på en träbänk för att framföra sina visor. Som illustration till visornas händelseförlopp användes tavlor med bilder som skildrade viktiga scener. För att öka spänningen var tavlans bilder inte framställda i kronologisk ordning, utan sångaren visade med en pekpinne på den bild som var aktuell för handlingen.

## Historia
Från 1700-talet trycktes ofta sångtexterna. Kring 1830 producerade den wienska gravören Franz Barth visorna som vikta flygblad med titelbild och texter. Nära besläktade med bänkelsång var också de gravvisor som publicerades av den Schwabiska pastorn Michael Young 1839. Ett halvt sekel senare ersatte billigare trycktekniker det dyra kopparsticket. Härigenom blev det möjligt med större upplagor och vidare spridning. Storhetstiden för bänkelsång var från 1800-talet fram till första världskriget.
Inom den tyska bänkelsångstraditionen är de stående "Schnitzelbänke" än idag ett viktigt inslag i Basler Fastnacht och schwäbisch-Alemanniska fastekarnevaler. "Schnitzlarna" är texterna som berättas, som berättaren också illustrerar genom att peka på bilder. Melodierna som används är medryckande och ackompanjeras med gitarr, dragspel eller andra instrument.
Än idag finns artister som håller bänkelsångstraditionen vid liv. Kända berättare är den sedan 40 år verksamma schweizaren Peter Hunziker och de tyska Michael Günther, Peter Runkowski och Paul Kamman. I Wien har Dr. Eberhard Kummer, tillsammans med skådespelerskan Elisabeth Orth gjort en inspelning av bänkesånger enligt historiska principer.
Andra artister bearbetar moderna texter av bland andra Fritz Grasshoff, Erich Kästner, Eugen Roth och Fridolin Tschudi och tonsätter egna texter i bänkelsångens stil och framträder på mindre scener. Vissa poeter betecknar sig själva som ättlingar till bänkelsångare och kallar sina texter ballader, till exempel Grasshoff i den välkända texten "Balladen om den iskalle Gasverksdirektören."

## Framförande

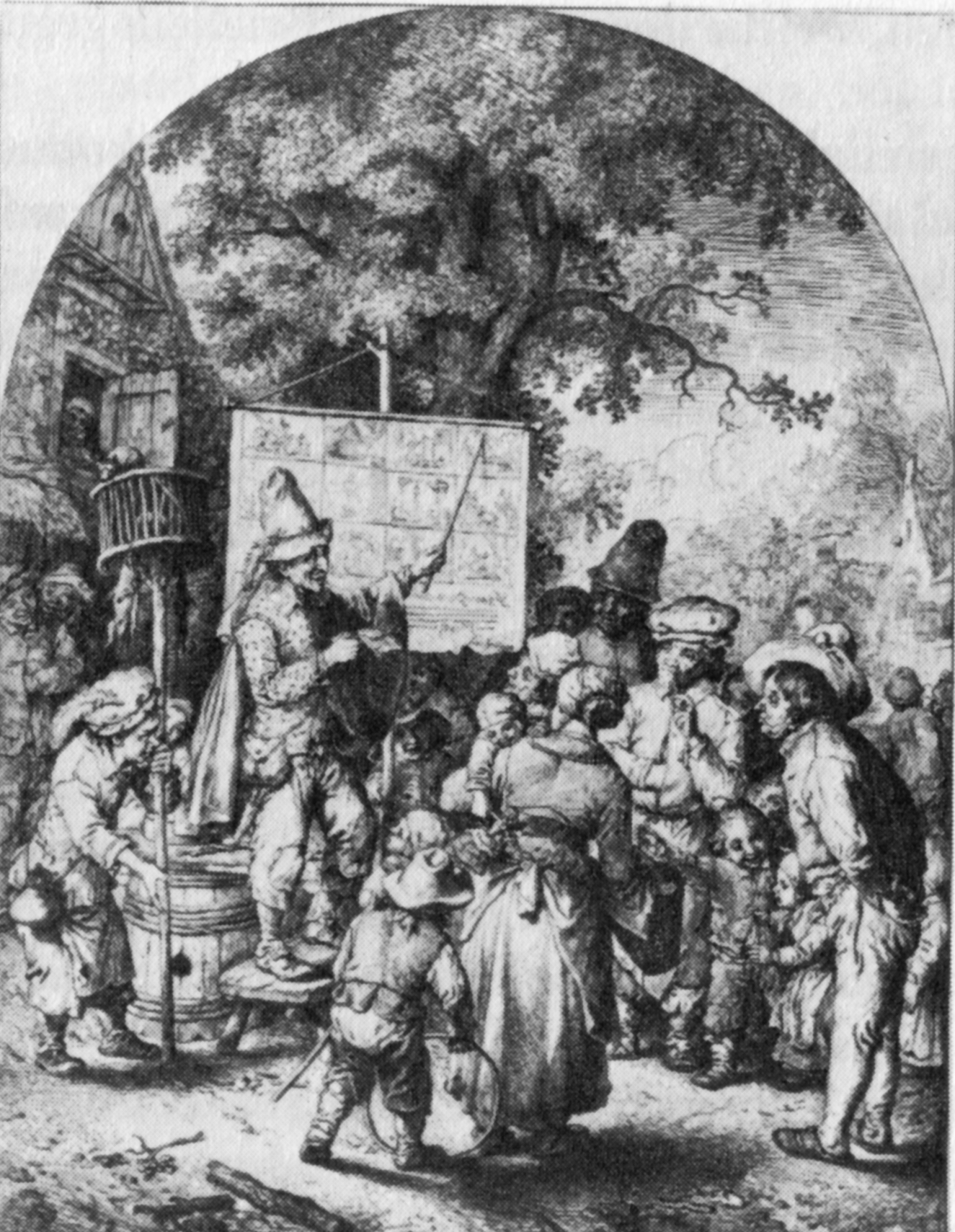
"Bänkelsångaren" framför sin publik. Etsning av Christian Wilhelm Ernst Dietrich 1740.

Från 1600-talet fram till 1800-talet drog bänkelsångare från plats till plats och föredrog sina visor på marknader, vid religiösa högtider, i hamnar, på stadens gator och i byar. Visorna var ofta spännande och skrämmande berättelser om mord, kärlek, katastrofer och politiska händelser. Bänkelsångarna räknades därför också som resande, och det var inte ovanligt att krigsskadade eller "krymplingar" sökte sin utkomst på detta sätt.
Under sin presentation ställde sig bänkelsångaren på en liten bänk (tyska: Bänkel). Under framträdandet visade han ofta med en lång stav på en bildtavla med bilder som illustrerade hans visa. Ofta underströk han sin berättelse musikaliskt med vevlira, fiol, luta, eller senare: positiv.

### "Moritaten"

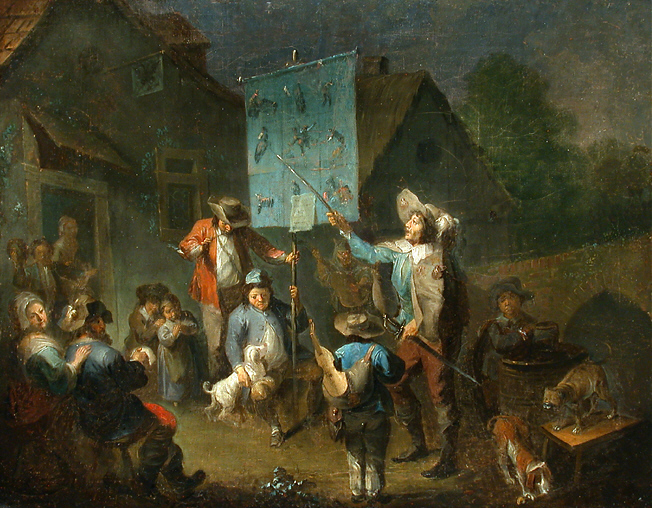
Holländsk balladsångare, 1600/1700-talet.

Tyska begreppet Moritaten (sing: Moritat) betecknar en sorts kusliga berättande visor, som framfördes av bänkelsångarna. Begreppets ursprung är omtvistat. En teori är att det kommer från latinets term för uppbyggliga berättelser, en annan att det kommer av moores (rotwelsch) och mora ( jjiddisch) med betydelsen buller, skräck. En annan möjlighet är att det är en förvanskning av tyska Mordtat (mord). En intressant förklaring gör gällande att begreppet härrör från moralitet eller moral, vilket rimmar väl med att balladerna av detta slag alltid innehöll en moralstrof, och dessutom lade överheten ofta till ytterligare en på de senare trycken. På många platser granskades texterna först av myndigheterna.

## Adaptioner

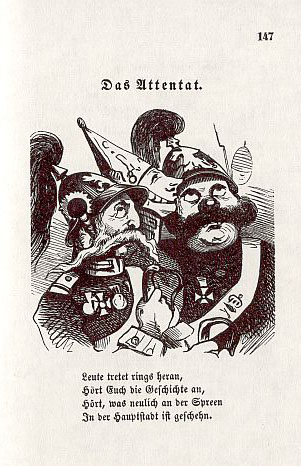
"Mordet", en satirisk Bänkelsång om mordförsöket Tschechs 1844.

Under 1800- och 1900-talen fanns en växelverkan mellan diktning och bänkelsång. Kabaréartister och diktare använde grepp från moritat-ballader medan bänkelsångare å sin sida lånade drag från lyrikerna. Stilelementen var framför allt det pregnanta svart-vita måleriet och de enkla verserna. Ett exempel är visan om Mackie Kniven från Tolvskillingsoperan av Bertolt Brecht. På premiären i Berlin fanns alla bänkelsångens stilelement med: sångaren vevade ett positiv med särskild tillverkad vals och visade som en bänkelsångare med pekpinne på en skylt, melodin var medryckande och orden berättade ingående och målande. Även i många verk av den tidiga singer-songwritern Franz-Josef Degenhardt lever bänkelsångstraditionen vidare på ett konstnärligt sätt. Ett exempel på detta är visan "Vargar i mitten av maj..."

## Bildberättande i andra kulturer
I 1700- och 1800-talens Iran drog historieberättare (persiska pardadari, "gardinhållare") runt med stora oljemålningar och sjöng om det tragiska temat slaget vid Karbala. I nordvästindiska delstaten Rajasthan finns än idag traditionen med långa textilbonader (phad) där hela historien skildras. Bonaden sätts upp på en vägg och berättelsen framförs av en berättare som tillhör folkgruppen Bhopa. Denne ackompanjerar sin sång på stränginstrumentet Ravanahattha. En sekvens av individuella bilder föreställer 1800-talets Paithan-måleri från staden i med samma namn i delstaten Maharashtra i nordvästra Indien. Där upprätthåller en skuggteatergrupp än i dag en liknande tradition i ett landsbygdsområde. I Västbengalen visar en Patua långa bildrullar och berättar historier till. I indonesiska Wayang beber presenterar en berättare bildrullarna som innehåller flertalet olika scener, ackompanjerad av en musikensemble. I det medeltida Japan fanns bildrullarna Emakimono.

### Fotnoter
1. ↑  Zum Zeitraum siehe: Harald Fricke u. a. (Hrsg.): Reallexikon der Deutschen Literaturwissenschaft. Band 1: A–G. 3., neubearbeitete Auflage. de Gruyter, Berlin u. a. 1997, ISBN 3-11-010896-8, S. 190.

## Ljudexempel
- Elisabeth Orth: Sentimentale Volkslieder vom Tod, von Räubern und Mördern. Gem. mit Eberhard Kummer. CD. Preiser-Records, Wien 1993.
- Schaurige Moritaten, 60 ergreifende deutsche Lieder. 60 Titel mit unterschiedlichen Vorträgern. 3 CDs. Verlag Weltbild, 2008.